# 寺口町
寺口町（てらぐちちょう）は兵庫県神戸市灘区の町名。丁番を持たない単独町名である。
令和2年国勢調査（2020年10月1日）における世帯数は417、人口732で内男性365人・女性367人。郵便番号は657-0062。（地図 - Google マップ）

## 地理
東は石屋川を挟んで桜ケ丘町、南は高羽町、西の南側が曽和町、北側が赤松町、北は六甲台町、北東は一王山町。

## 歴史
昭和31年（1956年）2月に高羽字カミカ・ソワ・楠丘の各一部から成立した。

### 地名の由来
一王山町にある一王山十善寺の入り口にあることから命名された。